# Pierre Marcelle
Pour l’article ayant un titre homophone, voir Pierre Marcel.
Pour les articles homonymes, voir Marcelle.
Pierre Marcelle, né le 26 mars 1952 en Lorraine, est un journaliste et écrivain français.

## Biographie
Il milite dans les années 1960-1970 au côté de Jean-Christophe Cambadélis au sein de l'Unef et du Parti communiste internationaliste, un groupe trotskiste.
Il est secrétaire de rédaction à l’Agence centrale de presse jusqu’en 1988. Il tient une chronique dans le quotidien Libération (d'abord quotidienne puis hebdomadaire).
En 1999, il s'en prend violemment dans l'une de ses chroniques à Denise Bombardier, au prétexte que celle-ci avait dénoncé plusieurs années plus tôt les écrits pédophiles de Gabriel Matzneff.
Durant la campagne du référendum européen de 2005, il a défendu le vote « non ».

## Œuvres

### Roman
- Les Blondes préfèrent les cons, avec Patrick Gofman, Editions des Autres, 1979,  (ISBN 2730500154)
- Le Bourdon (avec Hervé Prudon), J.L. Lesfargues, 1982
- La Démolition, Denoël, 1985
- Conduite Intérieure, Manya, 1993
- Fériés, Le Dilettante, 1994

### Essai
- Contre la télé, Verdier, 1998[4],[5]

### Chronique
- Quotidienne - Chroniques 2000-2001, Léo Scheer, 2005
- Quotidienne 2002-2003, Fayard, 2006
- Quotidienne 2004-2006 suivi de Libération, une crise, Fayard, 2007